# Zamia monticola
Zamia monticola — вид голонасінних рослин класу Саговникоподібні (Cycadopsida).
Етимологія: відносно передбачуваного гірського середовища проживання через помилкове походження вихідної культурної рослини.

## Опис
Стовбур до 30 см заввишки, 15–20 см діаметром. Катафіли трикутні при основі, лінійно-ланцетні зверху, довжиною 3–6 см, шириною 1–2 см. Листків 5–20, вони прямовисні або злегка зігнуті, довгасті, довжиною 1–2 м; черешок циліндричний, довжиною 50–75 см, озброєний міцними колючками в нижній половині; хребет циліндричний, озброєний колючками в нижній половині, до 1 м в довжину, 30–40 пар листових фрагментів. Листові фрагменти лінійно-ланцетні, загострені й часто сильно загнутий вгору на вершині, краї мілко-пилчасті тільки поблизу вершини, середні листові фрагменти довжиною 25–30 см, 4–6 см завширшки. Пилкові шишки 2–6, від циліндричних до довгастих, від кремового до світло-коричневого кольору, довжиною 12–20 см, 2–4 см в діаметрі; плодоніжка довжиною 10–20 см.

## Поширення, екологія
Вид є ендеміком скелястих низьких схилів у первинних і вторинних дощових лісах Гватемали.

## Загрози й охорона
Цей вид знаходиться під загрозою серйозного збезлісення.